# Сандівілл (Айова)
Сандівілл (англ. Sandyville) — місто (англ. city) в США, в окрузі Воррен штату Айова. Населення — 58 осіб (2020).

## Географія
Сандівілл розташований за координатами 41°22′15″ пн. ш. 93°23′11″ зх. д. / 41.37083° пн. ш. 93.38639° зх. д. (41.370770, -93.386332).  За даними Бюро перепису населення США в 2010 році місто мало площу 1,31 км², уся площа — суходіл.

## Демографія
Згідно з переписом 2010 року, у місті мешкала 51 особа в 23 домогосподарствах у складі 16 родин. Густота населення становила 39 осіб/км².  Було 28 помешкань (21/км²).
Расовий склад населення:
| - 98,0 % — білих - 2,0 % — чорних або афроамериканців |

До двох чи більше рас належало 0,0 %. Частка іспаномовних становила 0,0 % від усіх жителів.
За віковим діапазоном населення розподілялося таким чином: 11,8 % — особи молодші 18 років, 70,6 % — особи у віці 18—64 років, 17,6 % — особи у віці 65 років та старші. Медіана віку мешканця становила 47,4 року. На 100 осіб жіночої статі у місті припадало 88,9 чоловіків;  на 100 жінок у віці від 18 років та старших — 95,7 чоловіків також старших 18 років.
За межею бідності перебувало 26,8 % осіб, у тому числі 25,9 % дітей у віці до 18 років та 100,0 % осіб у віці 65 років та старших.
Цивільне працевлаштоване населення становило 30 осіб. Основні галузі зайнятості: роздрібна торгівля — 30,0 %, виробництво — 26,7 %, освіта, охорона здоров'я та соціальна допомога — 13,3 %, оптова торгівля — 10,0 %.